# Adam Wicheard
Adam Wicheard (* 23. August 1985 in Bath, Somerset) ist ein englischer Snookerspieler, der zwischen 2010 und 2012 als Profispieler auf der Snooker Main Tour spielte.

## Karriere
Wicheard wurde im alten Kurort Bath in Somerset geboren, wuchs aber im nahen Trowbridge auf, wo er die Clarendon Academy besuchte. Bereits als 15-Jähriger erregte er als Snookerspieler Aufmerksamkeit, als er im Jahr 2000 das Finale der englischen U17-Meisterschaft erreichte. Dort verlor er gegen Kurt Maflin, dem späteren norwegischen Profispieler, der zu diesem Zeitpunkt in England lebte. Auch in den folgenden Jahren nahm er ab und zu an englischen Amateurturnieren teil und zog dabei unter anderem ins Achtelfinale der Pontins Spring Open 2005 ein. Bei der EASB Junior Tour 2003/04 belegte er außerdem Platz 2 der Endwertung. Bei der U19-Europameisterschaft 2004 gab er auch sein Debüt bei einem wichtigen internationalen Turnier, schied aber bereits in der Gruppenphase aus. Nachdem er bereits bei der WSA Open Tour 2001/02 einen ersten, erfolglosen Versuch gewagt hatte, konzentrierten sich Wicheards Bemühungen ab 2005 auf die Qualifikation für die Profitour. So nahm er zunächst an der Pontin’s International Open Series 2005/06 (PIOS) teil, allerdings ohne großen Erfolg.
Daneben wurde Wicheard vom englischen Verband für die U19-Europameisterschaft 2006 nominiert, musste aber 2006 zunächst von sämtlichen Karriereambitionen ablassen. Der jungen Engländer litt unter einer rupturierten Geschwulst an der Halswirbelsäule. Für deren Entfernung musste Wicheard im Bristoler Frenchay Hospital sieben Stunden lang operiert werden, wobei ihm einige Wirbel gebrochen wurden, um die betreffende Stelle überhaupt zu erreichen. Anschließend verbrachte er sechs weitere Monate im Krankenhaus, auch, weil er zunächst nicht mehr laufen konnte. Tatsächlich konnte er aber vollständig geheilt werden. Gleichwohl konnte er so aber 18 Monate lang nicht richtig Snooker spielen. Danach kehrte er aber zurück und nahm in den folgenden Spielzeiten wieder an der PIOS teil, wo er sporadisch mit Achtelfinalteilnahmen und teils auch besseren Resultaten Achtungserfolge erzielen konnte. Letztlich konnte er aber nie ein Finale eines Events erreichen, und sich auch nie über die PIOS qualifizierten. Dafür wäre eine Top-8-Platzierung in der Endwertung notwendig gewesen, Wicheards bestes Ergebnis war aber nur Platz 18 in Spielzeit 2008/09.
Wicheard selbst sagte, dass ihm die durch die PIOS zusätzlich erhaltene Spielpraxis geholfen habe. Abgesehen davon trainierte Wicheard regelmäßig zusammen mit dem Profispieler Stephen Lee, der damals zu den führenden Spielern der Profitour gehörte. Parallel nahm Wicheard weiter an britischen Amateurturnieren teil. So stand er 2010 zum Beispiel im Achtelfinale der English Amateur Championship. Auf der EASB Pro Ticket Tour war er in dieser Saison sogar insgesamt so erfolgreich, dass er am Ende Platz 1 der Endwertung belegte. Entscheidend war sein Sieg im dritten Event gegen Adam Duffy. Dies bedeutete, dass sich Wicheard für die Saison 2010/11 der Profitour qualifizierte. In seiner Debütsaison schied er allerdings häufig früh aus. Insbesondere bei den vollwertigen Ranglistenturnieren, also jenen Profiturnieren mit vollwertigem Einfluss auf die Snookerweltrangliste, verlor er häufig seine Auftaktspiele. Bei den Events der Players Tour Championship konnte er vereinzelte Siege einfahren und stand zweimal sogar unter den letzten 32 Spielern eines Turnieres, bessere Ergebnisse gelangen ihm aber auch hier nicht. Am Saisonende wurde er nur auf Platz 88 von 96 Spielern geführt, was bedeutete, dass er seinen Profiplatz direkt wieder verlor.
Nur wenige Wochen später nahm Wicheard an der ersten Q School teil, dem Nachfolge-Qualifikationsturnier der 2010 abgeschafften PIOS. Direkt im ersten Event konnte sich der Engländer mit einem Sieg über Fraser Patrick für ein weiteres Profijahr qualifizieren. Wieder verlor er bei vielen Turnieren sein Auftaktspiel, konnte dieses Mal aber auch bei den Welsh Open die Runde der letzten 32 eines vollwertigen Ranglistenturnieres erreichen. Aus diesem Grund wurde er auf der anschließend veröffentlichten offiziellen Weltrangliste auf Platz 84 geführt. Dabei handelt es sich wahrscheinlich um die beste Platzierung seiner Karriere, auch wenn die Angaben dazu variieren. So findet sich Wicheard auch auf einer nach dem ersten Turnier der Saison 2011/12 erstellen, provisorischen Rangliste auf Platz 84. Die Datenbank CueTracker gibt an, dass Wicheard zu Beginn der Saison 2011/12 sogar Platz 78 belegt habe, die offizielle Weltrangliste gibt aber für Wicheard als Profispieler mit einer indirekt über die Q School erworbenen Startberechtigung als Startplatz den Rang „0“ an. Letztlich rutschte er aber bis zum Saisonende wieder auf Platz 85 ab, womit er erneut seinen Profistatus verlor.
Danach versuchte Wicheard, durch Teilnahmen an verschiedensten Turnieren im Geschäft zu bleiben. So gehörte er auf Amateurebene zum Starterfeld des Snookerbacker und erreichte 2013 und 2014 das Viertelfinale des Finalturnieres. Als Amateur nahm er gleichzeitig an den Events der Players Tour Championship teil, die auch Amateuren offenstanden. Sein Erfolg hielt sich dort aber in Grenzen. Zugleich versuchte er, sich wieder für die Profitour zu qualifizieren. Entsprechende Versuche scheiterten aber sowohl über die EBSA Qualifying Tour als auch über die Q School. Bei beiden Turnieren verpasste er allerdings jeweils einmal den Durchbruch nur knapp – bei der EBSA Qualifying Tour 2013 unterlag er im Finale der Play-offs Stuart Carrington; in der Q School verlor er im dritten Event 2013 das entscheidende Spiel gegen Chris Wakelin. Danach wurde er als Amateur zu einigen Profiturnieren eingeladen, letztendlich schaffte er es aber nicht mehr, den Profistatus wiederzuerlangen. 2014 beendete er daher seine Karriere, zumal er keinen Sponsor hatte und 2013 auch noch sein Queue gebrochen war.

## Erfolge
| Ausgang         | Jahr | Turnier                                  | Finalgegner       | Ergebnis |
| --------------- | ---- | ---------------------------------------- | ----------------- | -------- |
| Amateurturniere |      |                                          |                   |          |
| Finalist        | 2000 | Englische U17-Meisterschaft              | Kurt Maflin       | 0:4      |
| Sieger          | 2009 | EASB Pro Ticket Tour 2009/10 – Event 3   | Adam Duffy        | 6:4      |
| Sieger          | 2011 | Q School – Event 1                       | Fraser Patrick    | 4:1      |
| Finalist        | 2013 | EBSA Qualifying Tour 2012/13 – Play-offs | Stuart Carrington | 0:4      |
| Finalist        | 2013 | Q School – Event 3                       | Chris Wakelin     | 2:4      |